# 12522 Rara
12522 Rara eller 1998 HL99 är en asteroid i huvudbältet som upptäcktes den 21 april 1998 av LINEAR i Socorro County, New Mexico. Den är uppkallad efter Prem Vilas Fortran Moso Rara.